# Aloe vaotsanda
Aloe vaotsanda é uma espécie de liliopsida do gênero Aloe, pertencente à família Asphodelaceae.